# Oktroirani ustav
 Ovo je glavno značenje pojma Oktroirani ustav. Za druga značenja pogledajte Hrvatska u Revoluciji 1848.#Oktroirani ustav.
Oktroirani ustav označava ustav neke države koji nije donesen demokratskim putem, nego ga je nametnuo monarh, diktator, oligarhija itd. U hrvatskoj literaturi, kada se termin koristi, obično se misli na ustav koji je proglasio kralj Kraljevine Jugoslavije Aleksandar Karađorđević 1931. godine. Tim ustavom prekinuto je razdoblje otvorene osobne monarhističke diktature uvedene 6. siječnja 1929. godine (Šestosiječanjska diktatura). Stvarno se međutim ništa nije promijenilo, politički režim zadržao je sva svojstva diktature. Kralj je mogao raspustiti parlament.
Prvi javni prosvjed protiv diktature bile su demonstracije studenata u Beogradu u listopadu i studenom 1931. godine. Cijela školska godina 1931./1932. prošla je u znaku studentskih nemira, pa je beogradsko sveučilište neko vrijeme bilo zatvoreno.